# Чонан-ванху
Чона́н-ванху́ (정안왕후 김씨, 22 января 1355 — 2 августа 1412) — королева-консорт корейского государства Чосон. Происходила из клана Ким из Кёнджу. Была супругой 2-го вана Чосона Чонджона с 1398 года до отречения своего мужа от престола в 1400 году. Чонъан-ванху  — её посмертное имя. Также известна как королева Чонан, королева Анчжон (안정왕후), королева Док (덕비), позже — вдовствующая королева Сондок (순덕왕대비).   

## Жизнеописание

### Ранние годы
Дама Ким (личное имя неизвестно) родилась во время правления короля Конмина из Корё 22 января 1355 года в клане Ким в Кёнджу. Она была старшей дочерью Ким Чхонсо и дамы Ли, происходившей из клана Ли из Тамяна. У неё был старший брат и шесть младших братьев и сестёр.
Неизвестно, в каком году она вышла замуж за принца Ли Банхва́, принца Ёнгана — второго сына Ли Сонге и его супруги.

### Королевская жизнь
В 1398 году, в возрасте 42-43 лет, она стала наследной принцессой-консортом Док, когда её муж стал наследным принцем. Её отцу был присвоен придворный  титул «Внутренний принц Вольсон, Ким Чонсо» (월성부원군 김천서, 月城府院君 金天瑞), а её матери был присвоен придворный титул «Внутренняя принцесса-консорт Самхангук из клана Тамьян Ли». (삼한국대부인 담양 이씨, 三韓國大夫人 潭陽 李氏).
С 5 сентября 1398 года до отречения её мужа, её титулом был «Королева-супруга Док» (덕비 означает «Добродетельная супруга»)
После Второй междоусобицы князей, когда её муж отрёкся от престола в пользу своего младшего брата И Банвона, принца Чонгана 28 ноября 1400 г., вместе с тем ему был присвоен титул  «Почётный король Инмунгонгье»[уточнить] (인문공예상왕), она же получила титул «Вдовствующая королева Сундок» (순덕왕대비) от своего королевского зятя.

### Смерть и посмертный титул
Королева Док умерла 2 августа 1412 года во время правления своего зятя, короля Тэджона. Муж пережил её на семь лет, и оба они похоронены в Хурыне в Хынгё-мён, в уезде Гэпун (сейчас это в  провинции Северный Хванхэ в Северной Корее).  
Ей был присвоен посмертный титул королевы Чонан (정안왕후, 定安王后), но также ей был присвоен другой, менее известный посмертный титул — «Королева Анчжон» (안정왕후, 安定王后).
В 1681 году, через 270 лет после её смерти, ван Сукчон добавил к её посмертному титулу Онмёнджангу (온명장의, 溫明莊懿).

## Семья
Сохранились сведения о её родственниках, но личные имена женщин неизвестны, поэтому они именуются как дева/дама с указанием фамилии отца.

### Родители
- Отец — Ким Чонсо (김천서, 金天瑞)
  - Дедушка — Ким Мунчжон (김문중, 金文仲)
  - Бабушка — дама Юн (정부인 윤씨, 貞夫人 尹氏)
- Мать — внутренняя принцесса-консорт Самангук из клана Ли из Тамяна (삼한국대부인 담양 이씨, 三韓國大夫人 潭陽 李氏)
  - Дедушка — Ли Йе (이예, 李藝)
  - Бабушка — дама Ю из клана Мунхва Ю (정부인 문화 유씨, 貞夫人 文化 柳氏)
  - Дядя — Ли Гваншин (이광신, 李光臣)
  - Безымянный дядя

### Братья и сёстры
- Старший брат — Ким Сокджун (김석준, 金釋俊)
- Младший брат — Ким Су (김수, 金需) (1338—1409)
  - Племянник — Ким Гём (김겸, 金謙)
- Младшая сестра — дама Ким из клана Кёнджу Ким (경주 김씨, 慶州 金氏)
- Младший брат — Ким Самвон (김삼원, 金三原)
- Младшая сестра — дама Ким из клана Кёнджу Ким (경주 김씨, 慶州 金氏)[4]
  - Шурин — Ли Гвин, принц Ёян (이굉 여양군, 李宏)[5]
- Младшая сестра — дама Ким из клана Кёнджу Ким (경주 김씨, 慶州 金氏)
  - Шурин — Но Ёнгук (노영국, 盧永國)
- Младшая сестра — дама Ким из клана Кёнджу Ким (경주 김씨, 慶州 金氏)
  - Шурин — Юн Юрин (윤유린, 尹有麟) из клана Папхён Юн

### Супруг
Муж — ван Чончжон (18 июля 1357 — 15 октября 1419) (조선 정종) 
- Свекровь — королева Сини (신의왕후 안변 한씨, 神懿王后 安邊 韓氏) (1333 — 21 октября 1391)
- Свёкор — ван Тхэджо (태조대왕, 太祖大王) (27 октября 1335 — 18 июня 1408)
- Шурин — Ли Банву, принц Цзинань (진안대군 방우, 鎭安大君 芳雨) (1354—1393)
- Шурин — Ли Уй, принц Икан (익안대군 방의, 益安大君 芳毅) (1360—1404)
- Шурин — Ли Банган, принц Хоэн (회안대군 방간, 懷安大君 芳幹) (1364—1421)
- Шурин — король Чосон Тэджон (태종대왕, 太宗大王) (1367—1422), его жена: королева Вонгён из клана Ёхын Мин (원경왕후 민씨, 元敬王后 閔氏) (1365—1420)

## В искусстве
Роль этой королевы (или образы по мотивам её биографии) сыграли актрисы: 
- Ким Хэсук в сериале MBC 1983 года «Король дворца Чудон» .
- Пак Юнсон в сериале KBS 1996—1998 годов «Слёзы дракона» .
- Ким Соён в сериале KBS 2021—2022 гг. «Король слёз — Ли Банвон».